# Bayanchur Khan
Bayanchur Khan, Mo-yun Chur oder Eletmish Bilge Qaghan (auch: Bayan Chor, Bilge Kül, chinesisch 磨延啜, Pinyin mó yán chuò, geb. 713; gest. 759) war der zweite Qaghan des Uigurischen Kaganats. Er ist bekannt durch seinen Befehl die Tariat-Inschriften (Taryat Yazıtları) zu errichten.

## Bezeichnungen
Sein Königsname während der Tang-Zeit war Yingwu Weiyuan Pijia Qaghan (chinesisch 英武威遠毗伽闕可汗) oder einfach Yingwu Qaghan (chinesisch 英武可汗). Weitere Bezeichnungen sind: Gelei Qaghan (chinesisch 葛勒可汗, Pinyin Gélēi Kèhán), sein offizieller Regierungsname in Turkisch war Tengrida Bolmish Eletmish Bilge Qaghan ([𐱅𐰭𐰼𐰃𐰓𐰀⁚𐰉𐰆𐰞𐰢𐱁⁚𐰠𐱅𐰢𐰾𐰋𐰠𐰏𐰀⁚𐰴𐰍𐰣] Teŋride bolmuš El Etmiš Bilge qaγan. „Himmelsgeborener Staatsgründender Weiser Khagan“ – Heavenborn State Founding Wise Qaghan).

## Leben

### Jugend
Er wurde 713 im Protektorat Hanhai (瀚海) in der Gegend von Ganzhou und Lanzhou geboren. Seine Eltern waren Kutluk Boyla. Zum Zeitpunkt seiner Geburt war der Clan-Chef Yaoluoge Dujiezhi (藥羅葛獨解支) kurz zuvor in die Nähe der Grenze zu Tang-China gezogen, um einer Ausweitung des Zweiten türkischen Kaghanats zu entgehen. Yaoluoge Dujiezhi starb 715 und wurde von seinem Sohn Yaoluoge Fudifu abgelöst, dem einige Zeit später sein Sohn Yaoluoge Chengzong (藥羅葛承宗) folgte. Im Jahr 727 beauftragte der Xuanzong-Kaiser den General Wang Junchuo (王君㚟), mit einem Angriff auf das tibetische Reich. Nach einem tibetischen Einfall Ende 726 ging Wang zum Gegenangriff über und fügte den tibetischen Streitkräften unter dem Kommando von General Xinuoluogonglu (悉諾邏恭祿) Verluste zu. Später im selben Jahr jedoch griffen Xinuoluogonglu und ein anderer General, Zhulongmangbuzhi (燭龍莽布支) Wangs Heimatpräfektur Gua (瓜州, heute etwa Jiuquan, Gansu) an und nahmen sie ein. Wangs Vater Wang Shou (王壽) wurde gefangen genommen. Infolgedessen wagte Wang Junchuo keinen Gegenangriff und gab mehreren Stammeshäuptlingen in der Gegend die Schuld an der Niederlage und ließ sie ins Exil schicken. Als Reaktion darauf überfiel Bayanchurs Großvater Yaoluoge Hushu (藥羅葛護輸) – der Neffe von Yaoluoge Chengzong –, Wang Junchuo und tötete ihn. Yaoluoge Hushu war zwar danach zur Flucht gezwungen, doch die Tang-Dynastie unternahm mehrere Jahre lang keine Angriffsfeldzüge in der Region. Der 14-jährige Bayanchur und seine Brüder mussten seinem Großvater ins Exil folgen.
Er wurde 744 von seinem Vater Kutlug Bilge Khagan zum Shad des Ostens (𐱁𐰑, šad) ernannt und sein älterer Bruder Tay Bilge Tutuq als Yabghu des Westens und Erbe. Bayanchur verbrachte die nächsten sechs Jahre damit, ihn zu verdrängen, um selbst Erbe zu werden.

### Regierung
Er verbrachte drei Jahre damit, seine Herrschaft vollständig zu festigen, nachdem er 747 die Nachfolge seines Vaters angetreten hatte. Er nahm seinen Bruder Tay Bilge Tutuq gefangen und ließ ihn 750 hinrichten, der von den Karluken, Basmylen und Kitan unterstützt wurde. Er wurde in Ordu-Baliq (Хар Балгас, chin.: 窩魯朵八里) inthronisiert, einer neuen Hauptstadt, die von chinesischen und sogdischen Architekten erbaut wurde. Sein königlicher Hof bestand aus sechzig Adligen, dem Hofsekretär Inancu Baga Tarkan und dem Chief Minister, Bilge Tay Sanggun. Er ernannte auch seine Söhne zu Vizekönigen über die westlichen (Tardush) und östlichen (Töles) Stämme.

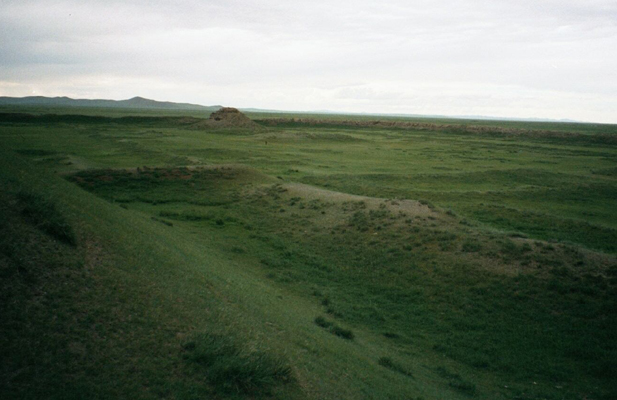
Ruinen von Ordu-Baliq; die Stadt wurde von Bayanchur gegründet.

### Beteiligung am An Lushan-Aufstand
Kaiser Suzong von Tang bat Bayanchur im Jahr 756 um Hilfe gegen An Lushan und schickte seinen Cousin zweiten Grades Li Chengcai (李承寀), den Prinzen von Dunhuang, und Pugu Huai'en (僕固懷恩) als Abgesandte. Uigurische Truppen waren maßgeblich an der Niederschlagung der Rebellion beteiligt. Uigurische Streitkräfte unter Führung des uigurischen Prinzen Ulu Bilge Yabgu und General Dide trafen in Kaiser Suzongs damaligem Hauptquartier in Fengxiang (鳳翔, heute Baoji) ein, um sich den Elitetruppen der Tang anzuschließen, die aus dem Protectorate General to Pacify the West (安西大都護府, Ānxī Dàdūhù Fǔ) und den Westlichen Regionen (西域, Xiyu) zurückgerufen worden waren. Kaiser Suzong tat dies, indem er versprach, dass den uigurischen Streitkräften erlaubt würde, die Region von Chang’an zu plündern, sobald sie zurückerobert wäre. Der chinesische Kanzler Li Bi (Li Mi, 李泌) schlug vor, diese Streitkräfte zunächst einzusetzen, um An Lushans Machtbasis in Fanyang (heute: Gu’an) anzugreifen, um jede Möglichkeit einer Rückeroberung auszuschließen. Kaiser Suzong entschied sich dagegen und beschloss, zuerst Chang’an anzugreifen, wobei Li Chu das Kommando über die vereinigten Streitkräfte übernahm. Die Truppen eroberten Chang’an im Herbst 757 zurück, sodass Kaiser Suzong seine Verwaltung in der Hauptstadt wieder aufbauen konnte. Die Uiguren wollten Chang’an plündern, doch Li Chu flehte den uigurischen Prinzen Ulu Bilge Yabgu, der die uigurischen Streitkräfte befehligte, an, die Plünderung zu verschieben. Durch Geschenke und eine Verheiratung mit einer chinesischen Prinzessin konnte die Plünderung gestoppt werden.

## Tod
Bayanchur Khan starb bald nach Abschluss seines erfolgreichen Feldzuges gegen die Jenissei-Kirgisen (𐰶𐰃𐰺𐰴𐰕:𐰉𐰆𐰑𐰣, Qyrqyz bodun) im Sajangebirge im Mai 759 während eines Festes.

## Familie
Bayanchur war mit einer Uigurin verheiratet, die 747 als „El Bilge Khatun“ (Alttürkisch: 𐰠𐰋𐰠𐰏𐰀𐰴𐱃𐰆𐰣) benannt wurde, und am 25. August 758 heiratete er Prinzessin Xiaoguo (蕭公主), die Tochter von Tang-Kaiser Suzong. Die Heirat mit einer Tochter eines chinesischen Kaisers war ein großes Privileg. Sie kehrte nach Bayanchurs Tod nach China zurück. Bayanchur hatte mindestens zwei Söhne:
- Ulu Bilge Tardush Yabghu – Kommandant des westlichen Teils des Reiches, der kommandierender Offizier der Uiguren im An-Lushan-Aufstand war und vermutlich im Jahr 759 von seinem Vater hingerichtet wurde.[3][9]

1. Bögü Qaghan, Kommandant des östlichen Teils des Reiches, Nachfolger seines Vaters.

Bayanchur adoptierte auch seine Schwägerin und verheiratete sie im Jahr 758 mit Prinz Li Chengcai (李承采), dem Prinz von Dunhuang (敦煌王李承采), Sohn von Li Shouli, Prinz von Bin. Sie wurde von Kaiser Suzong zur Prinzessin Pijia (毗伽公主) ernannt.

## In der Populärkultur
- Der Khagan wurde von Yu Xiaowei in dem Film The Glory of Tang Dynasty (2017) dargestellt.